# Arichel Hernández
Arichel Hernández Mora (ur. 20 września 1993 w Zuluecie w prowincji Villa Clara) – kubański piłkarz grający na pozycji pomocnika w klubie Deportivo Mixco oraz reprezentacja Kuby. 

## Kariera
Swoją karierę rozpoczynał w Villa Clara. W klubie spędził 5 lat. Potem wyjechał do Panamy, gdzie grał w Villa Clara. W 2018 roku powrócił na Kubę. Tam występował w Pinar del Río i ponownie w Villa Clara. W 2022 przeniósł się do gwatemalskiego Deportivo Mixco. 
W reprezentacji Kuby zadebiutował 22 lutego 2012 przeciwko Jamajce. Pierwszą bramkę w kadrze zdobył 29 września 2018 w meczu z Kajmanami. Został powołany na Złoty Puchar CONCACAF 2015, 2019 i 2023.